# Campeonato Mundial de Ciclismo en Pista de 1991
El LXXXVIII Campeonato Mundial de Ciclismo en Pista se celebró en Stuttgart (Alemania) entre el 13 y el 18 de agosto de 1991 bajo la organización de la Unión Ciclista Internacional (UCI) y la Federación Alemana de Ciclismo.
Las competiciones se realizaron en la pista del Pabellón Hanns Martin Schleyer de la ciudad alemana. En total se disputaron 15 pruebas, 12 masculinas (5 profesionales y 7 amateur) y 3 femeninas.

## Medallistas

### Masculino profesional
| Evento                 | Oro                       | Plata                      | Bronce                       |
| ---------------------- | ------------------------- | -------------------------- | ---------------------------- |
| Velocidad individual   | —                         | Fabrice Colas Francia      | —                            |
| Persecución individual | Francis Moreau Francia    | Shaun Wallace Reino Unido  | Colin Sturgess Reino Unido   |
| Carrera por puntos     | Viacheslav Yekimov URSS   | Francis Moreau Francia     | Peter Pieters · Países Bajos |
| Keirin                 | Michael Hübner · Alemania | Claudio Golinelli · Italia | Fabrice Colas Francia        |
| Medio fondo            | Daniel Clark Australia    | Peter Steiger · Suiza      | Arno Küttel · Suiza          |

### Masculinoamateur
| Evento                  | Oro                                                                           | Plata                                                                  | Bronce                                                              |
| ----------------------- | ----------------------------------------------------------------------------- | ---------------------------------------------------------------------- | ------------------------------------------------------------------- |
| Velocidad individual    | Jens Fiedler · Alemania                                                       | Bill Huck · Alemania                                                   | Gary Neiwand Australia                                              |
| Persecución individual  | Jens Lehmann · Alemania                                                       | Michael Glöckner · Alemania                                            | Jan Bo Petersen Dinamarca                                           |
| Persecución por equipos | Alemania · Michael Glöckner · Stefan Steinweg · Jens Lehmann · Andreas Walzer | URSS Yevgueni Berzin Vladislav Bobrik Vadim Kravchenko Dmitri Neliubin | Australia Brett Aitken Stephen McGlede Shaun O'Brien Stuart O'Grady |
| 1 km contrarreloj       | José Manuel Moreno Periñán · España                                           | Jens Glücklich · Alemania                                              | Eugene Samuel Trinidad y Tobago                                     |
| Carrera por puntos      | Bruno Risi · Suiza                                                            | Stephen McGlede Australia                                              | Jan Bo Petersen Dinamarca                                           |
| Medio fondo             | Roland Königshofer · Austria                                                  | David Solari · Italia                                                  | Carsten Podlesch · Alemania                                         |
| Tándem                  | Alemania · Emanuel Raasch · Eyk Pokorny                                       | Checoslovaquia Lubomír Hargaš Pavel Buráň                              | Francia Frédéric Lancien Denis Lemyre                               |

### Femenino
| Evento                 | Oro                           | Plata                         | Bronce                                 |
| ---------------------- | ----------------------------- | ----------------------------- | -------------------------------------- |
| Velocidad individual   | Ingrid Haringa · Países Bajos | Annett Neumann · Alemania     | Connie Paraskevin-Young Estados Unidos |
| Persecución individual | Petra Rossner · Alemania      | Janie Eickhoff Estados Unidos | Marion Clignet Francia                 |
| Carrera por puntos     | Ingrid Haringa · Países Bajos | Kristel Werckx · Bélgica      | Janie Eickhoff Estados Unidos          |

## Medallero
| Núm. | País              | Oro | Plata | Bronce | Total |
| ---- | ----------------- | --- | ----- | ------ | ----- |
| 1    | Alemania          | 6   | 4     | 1      | 11    |
| 2    | Países Bajos      | 2   | 0     | 1      | 3     |
| 3    | Francia           | 1   | 2     | 3      | 6     |
| 4    | Australia         | 1   | 1     | 2      | 4     |
| 5    | Suiza             | 1   | 1     | 1      | 3     |
| 6    | URSS              | 1   | 1     | 0      | 2     |
| 7    | Austria           | 1   | 0     | 0      | 1     |
| 7    | España            | 1   | 0     | 0      | 1     |
| 9    | Italia            | 0   | 2     | 0      | 2     |
| 10   | Estados Unidos    | 0   | 1     | 2      | 3     |
| 11   | Reino Unido       | 0   | 1     | 1      | 2     |
| 12   | Bélgica           | 0   | 1     | 0      | 1     |
| 12   | Checoslovaquia    | 0   | 1     | 0      | 1     |
| 14   | Dinamarca         | 0   | 0     | 2      | 2     |
| 15   | Trinidad y Tobago | 0   | 0     | 1      | 1     |
|      | TOTAL             | 14  | 15    | 14     | 43    |